# Automolis kamitugensis
Automolis kamitugensis är en fjärilsart som beskrevs av Abel Dufrane 1945. Automolis kamitugensis ingår i släktet Automolis och familjen björnspinnare. Inga underarter finns listade i Catalogue of Life.